# الأسعد بن مماتي
أبو المكارم الأسعد بن المُهذَّب (أو ابن الخَطير) بن مينا بن زكريا بن مَمّاتي كاتب، شاعر، إداريّ، ومؤرخ مسلم مصري من أهل القرن السادس الهجري.

## أصله ومولده
يرجع أصله إلى أسرة (ممّاتي) النصرانية من أسيوط بصعيد مصر، ويرجع سبب لقب أبي مليح وكان نصرانيا بمماتي لأنه وقع في مصر غلاء عظيم، وكان كثير الصدقة والإطعام وخصوصا لصغار المسلمين، فكانوا إذا رأوه ناداه كل واحد منهم مماتي فاشتهر به، وتبوأت أسرته منزلة رفيعة في عهد الدولة الفاطمية، وهي أسرة كانت تعيش في أسيوط ثم انتقلت إلى القاهرة للعمل في دواوين الدولة، إذ انفتح الفاطميون كثيراً على أهل الذمة وعينوهم في مناصب رفيعة، وقد تبوأ جد الأسعد (أبو المليح مينا) منصب مستوفي الدواوين ونال حظوة عند الفاطميين، أما أبوه (المهذب) فقد تولى رئاسة ديوان الجيش وأسلم أثناء ذلك.
ولد الأسعد سنة 544 هـ/1149م في القاهرة، ونشأ في كنف والده الذي كان يعقد مجالس الفقه والأدب في بيته، مما وثق حب الأدب في نفسه.

## الأسعد في دواوين صلاح الدين
في عام 577 هـ توفي المهذب، فخلفه ابنه الأسعد في ديوان الجيش، ثم أضاف إليه السلطان الناصر صلاح الدين الأيوبي ديوان المال، الأمر الذي يبين ثقة صلاح الدين فيه. ظل الأسعد رئيساً لديواني الجيش والمال في عهد صلاح الدين، وعهدي ابنيه العزيز عثمان والمنصور محمد، وفي دولة الملك العادل أبي بكر بن أيّوب أخي صلاح الدين، استوزَرَ صفيّ الدّين بن شكر، وكان بينه وبين ابن ممّاتي حقد قديم، فأقبل بن شكر يدُسّ عليه، ويُدبِّر له المؤامرات، حتّى نَكَبَهُ، ووجّضه عليه أموالاً كثيرة وطالَبَهُ بها، «ولم يَكُن لهُ وجهٌ، لأنّهُ كان عفيفاً ذا مروءة». فأحال عليه الأجناد، فآذوه. وبعد أن اختفى مدّةً في المقابر هربَ إلى حلب ذليلاً فقيراً سنة 604 هـ فلمّا عرف بِهِ ملك حلب الظّاهر غازي بن صلاح الدين، أكرمه وأجرى عليه معاشاً إلى أن تُوفِي في جمادى الأولى سنة 606 هـ/1209م، ودُفِنَ بظاهر حلب.

## مؤلفات ابن مماتي
كان الأسعد موسوعة في الأدب والفقه واللغة، وذكر ياقوت الحموي له ثلاثة وعشرين مؤلفاً في الفقه، والحديث، والتّراجم، واللغة، من أشهرها:
- (حجة الحق على الخلق في التحذير من سوء عاقبة الظلم)، وقد قال عنه القاضي الفاضل: إنه والله من أهم ما طالعه الملوك.
- (نظم السيرة الصلاحية) في سيرة صلاح الدين الأيوبي.
- الفاشوش في حكم قراقوش.
- الشيء بالشيء يُذكر.
- باعث الجلد عند حادث الولد.
- تلقين اليقين في الكلام على حديث بني الإسلام على خمس.
- سر الشعر.
- أما أهم مؤلفاته وأشهرها على الإطلاق فهو كتاب (قوانين الدواوين) الذي يُعتبر موسوعة شاملة لحالة البلاد المصرية في القرن السادس الهجري، حيث تناول باستفاضة جغرافيتها وشيئاً من تاريخها، وتفصيل نواحيها وقراها وتأصيل أسمائها، وأنظمة الحكم والدواوين والوظائف، وشئون الزراعة وغيرها.[1]